# Bebaça
"Bebaça" é uma canção da cantora e compositora brasileira Marília Mendonça com participação da dupla Maiara & Maraisa, parte do álbum Todos os Cantos Vol. 1, lançado em 2019 pela gravadora Som Livre.

## Composição
Assim como todas as canções do projeto Todos os Cantos, "Bebaça" não é uma música autoral. Seus compositores são Gustavo Martins, Murilo Huff, Rafael Augusto, Ricardo Vismarck e Ronael, que já tinham escrito outras canções gravadas por Marília como "Transplante" e "Bem Pior Que Eu". A canção trata o alcoolismo de forma humorística, com a história de uma mulher bêbada em uma festa.

## Gravação
A canção foi gravada ao vivo em 5 de dezembro de 2018, no Parque das Águas em Cuiabá, capital do estado de Mato Grosso. A apresentação ocorreu durante a noite, após a cantora entregar panfletos pelo centro da cidade juntamente com Maiara & Maraisa e ter conversado com fãs. Apesar de gravações itinerantes de Marília já serem conhecidas na época, a participação de Maiara & Maraisa foi uma surpresa para o público.

## Lançamento e recepção
"Bebaça" foi lançada em 2019 como parte do álbum Todos os Cantos Vol. 1. Apesar de não ter sido single, a versão em vídeo da canção alcançou mais de 5 milhão de visualizações em cerca de cinco dias. Em dezembro de 2019, o clipe já tinha 135 milhões de execuções no YouTube.
Em 2020, "Bebaça" recebeu disco de diamante duplo da Pro-Música Brasil.

## Certificações e vendas
| Região                                                        | Certificação | Unidades/vendas |
| ------------------------------------------------------------- | ------------ | --------------- |
| Brasil (PMB)                                                  | 4× Diamante  | - 1.200.000‡    |
| ‡vendas+valores de streaming baseados somente na certificação |              |                 |